# The Valentines
The Valentines fue una banda de pop y rock australiana activa entre 1966 y 1970, conocida principalmente por sus principales cantantes, Bon Scott, quien más tarde tuvo un gran éxito como vocalista principal de AC/DC; y Vince Lovegrove, quien posteriormente se convirtió en un exitoso periodista musical y gerente de Divinyls. 
La banda se formó a finales de 1966 con la fusión de los grupos de Perth The Spektors y The Winstons. Aprovecharon el éxito de las dos bandas anteriores, además del interés creado por tener dos cantantes principales en Scott y Lovegrove. Inspirados por The Rolling Stones, The Beatles y las estrellas locales The Easybeats, disfrutaron de un éxito local considerable y lanzaron algunos sencillos.
A fines de 1967, The Valentines se mudó a Melbourne en busca de un mayor éxito y pronto realizó una gira por otras ciudades importantes. Con un desarrollo hacia el popular sonido Bubblegum a fines de 1968, la banda se volvió más solicitada, particularmente entre las adolescentes. Sin embargo, a medida que la moda de la música bubblegum se desvanecía, The Valentines luchó por mantener su credibilidad musical a pesar de un giro hacia la música rock. Con diferentes opiniones dentro de la banda con respecto a la dirección musical y una redada de drogas muy publicitada en septiembre de 1969, la estabilidad del grupo comenzó a sufrir. Aunque todavía tenían una gran base de fans en ciertas áreas del país, especialmente en Perth, The Valentines se disolvió amistosamente en agosto de 1970.
Scott había construido una sólida reputación como un poderoso vocalista y pronto se unió a Fraternity, y más tarde a AC/DC. Lovegrove encontró el éxito como periodista musical y el guitarrista Wyn Milsom se convirtió en ingeniero de sonido.

## Miembros
- Bon Scott - voz (1966-1970; fallecido en 1980)
- Vince Lovegrove - voz (1966-1970; fallecido en 2012)
- Wyn Milsom - guitarra (1966-1970)
- Ted Ward - guitarra (1966-1969) , bajo (1969-1970)
- Bruce Abbott - bajo (1966-1968)
- Warwick Findlay - batería (1966-1968)
- John Cooksey - bajo (1968-1969)
- Doug Lavery - batería (1968-1969)
- Paddy Beach - batería (1969-1970)

## Discografía

### Sencillos
- Every Day I Have To Cry / I Can't Dance With You (1967)
- She Said / To Know You Is To Love You (1967)
- Why Me / Getting Better (1968)
- Peculiar Hole In The Sky / Hoochie Coochie Billy (1968)
- I Can't Hear The Raindrops / Ebeneezer (1969)

- Datos: Q2648841